# Spinocalanus antarcticus
Spinocalanus antarcticus är en kräftdjursart som beskrevs av Wolfenden 1911. Spinocalanus antarcticus ingår i släktet Spinocalanus och familjen Spinocalanidae. Inga underarter finns listade i Catalogue of Life.